# 1.000.000.000.000.000
1.000.000.000.000.000 (billiard) er:
- Det naturlige tal efter 999.999.999.999.999, derefter følger 1.000.000.000.000.001.
- Et heltal.
- Et lige tal.
- Det samme som den videnskabelige notation 1015.

|  | Infoboks uden skabelon Denne artikel har en infoboks dannet af en tabel eller tilsvarende. |